# Jimei

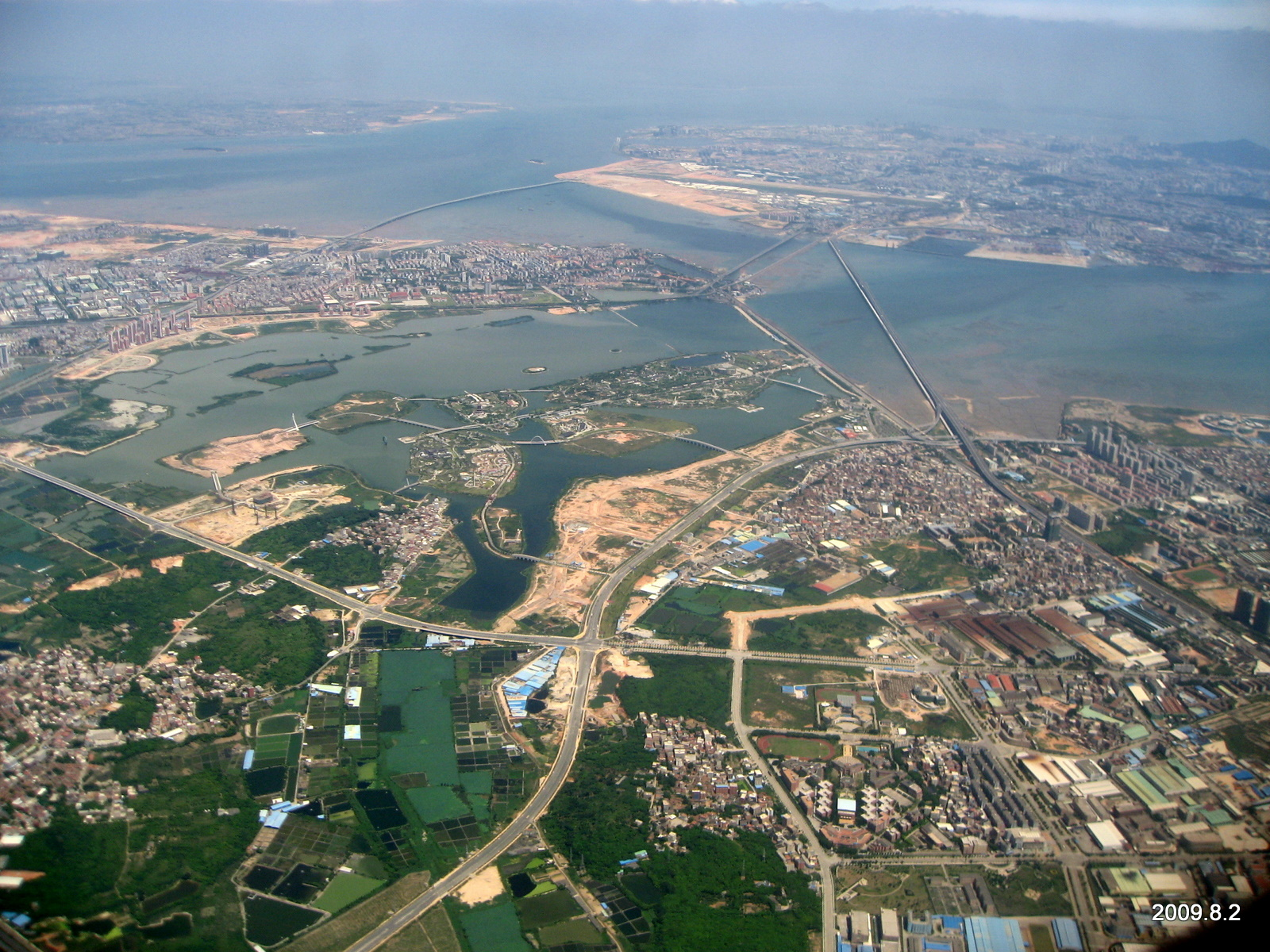
Jimei (2009)

Jimei (chinesisch 集美区, Pinyin Jíměi Qū) ist ein chinesischer Stadtbezirk in der Provinz Fujian. Er gehört zum Verwaltungsgebiet der Unterprovinzstadt Xiamen. Jimei hat eine Fläche von 273,9 km² und zählt 1.036.987 Einwohner (Stand: 2020).

## Administrative Gliederung
Auf Gemeindeebene setzt sich der Stadtbezirk aus vier Straßenvierteln und zwei Gemeinden zusammen. Diese sind:
- Straßenviertel Jimei 集美街道
- Straßenviertel Qiaoying 侨英街道
- Straßenviertel Xinglin 杏林街道
- Straßenviertel Xingbin 杏滨街道

- Großgemeinde Guankou 灌口镇
- Großgemeinde Houxi 后溪镇